# Spirits Rejoice
Spirits Rejoice è un album discografico del sassofonista jazz Albert Ayler pubblicato nel 1965 dall'etichetta ESP-Disk.

## Il disco
Uno dei più lavori più famosi ed anche uno dei più "rumorosi" di Ayler, il disco è molto dinamico, fragoroso, pieno di improvvisazioni free quasi liriche da parte di tutti i musicisti. L'album venne registrato da un sestetto con l'aggiunta di Call Cobbs al clavicembalo elettrico per dare una vera e propria atmosfera celeste alla parte iniziale del brano Angels. All'impressione complessiva di caos sonoro dell'album contribuirono in maniera massiva il trombettista Don Ayler (il fratello di Ayler) e il contrabbassista Henry Grimes.
In diverse tracce sull'album, almeno tre, il sestetto suona al completo. La title track dell'album, il brano Spirits Rejoice, è una reinterpretazione strumentale ayleriana in chiave free jazz dell'inno nazionale francese La Marseillaise.
Questo album è uno dei migliori esempi del nuovo stile "energy music" che Ayler professava all'epoca.

## Tracce
Lato 1
1. Spirits Rejoice - 11:31
2. Holy Family - 2:10

Lato 2
1. D.C. - 7:55
2. Angels - 5:54
3. Prophet - 5:25

## Formazione
- Albert Ayler – sax tenore
- Donald Ayler – tromba
- Charles Tyler – sax alto
- Henry Grimes – contrabbasso
- Gary Peacock – contrabbasso
- Sunny Murray – batteria
- Call Cobbs – clavicembalo elettrico (solo in Angels)